# Wielka majówka
Wielka majówka – polska komedia obyczajowa z 1981 w reżyserii Krzysztofa Rogulskiego.

## Fabuła
16-letni Rysiek po raz kolejny ucieka z domu dziecka, do którego trafił po śmierci matki. W biednym domu rodzinnym nie ma czego szukać, ojciec nie chce go przyjąć. W czasie ucieczki, włamuje się do willi, gdzie w lodówce – podczas poszukiwania czegoś do jedzenia – przypadkiem trafia na około milion złotych. Zabiera pieniądze i udaje się do Warszawy, nie bardzo wiedząc co z nimi zrobić. Na dworcu Warszawa Centralna zagubiony chłopak trafia na starszego i o wiele bardziej obrotnego Julka, również uciekiniera, oskarżonego o malwersacje strażaka z prowincjonalnej jednostki OSP. Obydwaj młodzi ludzie szybko się zaprzyjaźniają, a skradzione przez Ryśka pieniądze (jak się później okazuje również pochodzące z przestępczej działalności konwojenta mięsnego Konopasa) przeznaczają na spróbowanie życia w luksusie, o jakim do tej pory mogli tylko marzyć. Wynajmują apartament w hotelu „Victoria”, kupują kabriolet, eleganckie garnitury, spełniają marzenia z dzieciństwa. W ciągu kilku dni wydają całą sumę i w końcu stają przed sądem. Ich przyjaźń jednak przetrwała, a przy okazji przekonują się, że nawet we współczesnym, zmaterializowanym świecie nie wszystko można kupić.

## Obsada
- Zbigniew Zamachowski (debiut) – Rysiek
- Jan Piechociński – Julek
- Roman Kłosowski – Konopas
- Ryszard Kotys – ojciec Ryśka
- Anna Moczkowska – Agnieszka
- Ewa Wiśniewska – matka Agnieszki
- Jerzy Karaszkiewicz - ojciec Agnieszki
- Wiesław Michnikowski – konserwator maszyn do pisania
- Zbigniew Buczkowski – recepcjonista
- Andrzej Gawroński  – milicjant na Dworcu Centralnym
- Maciej Borniński – pracownik przechowalni na Dworcu Centralnym
- Krzysztof Kowalewski – prezes Śliwa
- Mariusz Benoit – pan młody, sprzedawca w sklepie „Mody Polskiej”
- Jack Recknitz – Jerry Liszka
- Lech Ordon – komendant posterunku MO
- Czesław Wołłejko - homoseksualista
- Grażyna Szapołowska - prostytutka
- Jacek Kleyff - komendant straży pożarnej
- Kazimierz Brusikiewicz - urzędnik państwowy
- Jerzy Kryszak - Ptak od "szczawiu"
- Jan Prochyra - handlowiec

W pozostałych rolach:
- Ludwik Pak - mężczyzna namawiający recepcjonistę do interesów
- Zdzisław Rychter - mężczyzna na statku
- Sylwester Maciejewski - złodziej kaloryferów
- Zbigniew Bartosiewicz - pijaczek w bramie kamienicy
- Andrzej Krasicki - wspólnik handlowca
- Bohdan Ejmont - obrońca w sądzie
- Marcin Willman - prezenter telewizyjny
- John Mayall

a także Kora Jackowska oraz muzycy Maanamu i inni.

## Muzyka
Na ścieżkę dźwiękową filmu składają się m.in. utwory zespołu rockowego Maanam: „Moja miłość jest szalona”, „Ta noc do innych jest niepodobna”, „Stoję, czuję się świetnie”, „Och, ten Hollywood”, „Tango Domy Centrum” i „Oddech szczura”.

## Plenery
- Warszawa (Warszawa Centralna, Ściana Wschodnia, hotel Victoria, Hala Mirowska, Ogród Zoologiczny);
- stacja Jarzębia Łąka na linii Tłuszcz-Ostrołęka;
- Pułtusk;
- Góra Kalwaria (jatki miejskie przy ratuszu).
- Dziekanów Polski (villa do której włamuje się Rysiek; sceny podczas podróży kabrioletem)